# Shuya Iwai
Shuya Iwai (岩井 柊弥 Iwai Shuya?, nacido el 11 de octubre de 2000 en Ehime) es un futbolista japonés que se desempeña como centrocampista.

## Trayectoria

### Clubes
| Club     | País  | Año    |
| -------- | ----- | ------ |
| Ehime FC | Japón | 2018 - |

## Estadística de carrera

### J. League
| Club     | Año   | J. League | J. League | Copa J. League | Copa J. League | Total | Total |
| Club     | Año   | Part.     | Goles     | Part.          | Goles          | Part. | Goles |
| -------- | ----- | --------- | --------- | -------------- | -------------- | ----- | ----- |
| Ehime FC | 2018  | 1         | 0         | -              | -              | 1     | 0     |
| Total    | Total | 1         | 0         | 0              | 0              | 1     | 0     |